# Ommata ruficollis
Ommata ruficollis är en skalbaggsart som först beskrevs av Bates 1870.  Ommata ruficollis ingår i släktet Ommata och familjen långhorningar. Inga underarter finns listade i Catalogue of Life.